# Vaux-en-Vermandois
Vaux-en-Vermandois ist eine französische Gemeinde mit 142 Einwohnern (Stand 1. Januar 2022) im Département Aisne in der Region Hauts-de-France (vor 2016 Picardie). Sie gehört zum Arrondissement Saint-Quentin, zum Kanton Saint-Quentin-1 und zum Gemeindeverband Pays du Vermandois.

## Geografie
Die Gemeinde Vaux-en-Vermandois liegt zwölf Kilometer westlich von Saint-Quentin. Unmittelbar nördlich der Gemeinde verläuft die Autoroute A29. Nachbargemeinden von Vaux-en-Vermandois sind Attilly im Norden, Étreillers im Osten, Fluquières im Süden, Germaine im Südwesten sowie Beauvois-en-Vermandois im Nordwesten.

## Bevölkerungsentwicklung
| Jahr                       | 1962 | 1968 | 1975 | 1982 | 1990 | 1999 | 2006 | 2016 | 2022 |
| Einwohner                  | 178  | 176  | 146  | 130  | 125  | 131  | 142  | 149  | 142  |
| Quellen: Cassini und INSEE |      |      |      |      |      |      |      |      |      |

## Sehenswürdigkeiten

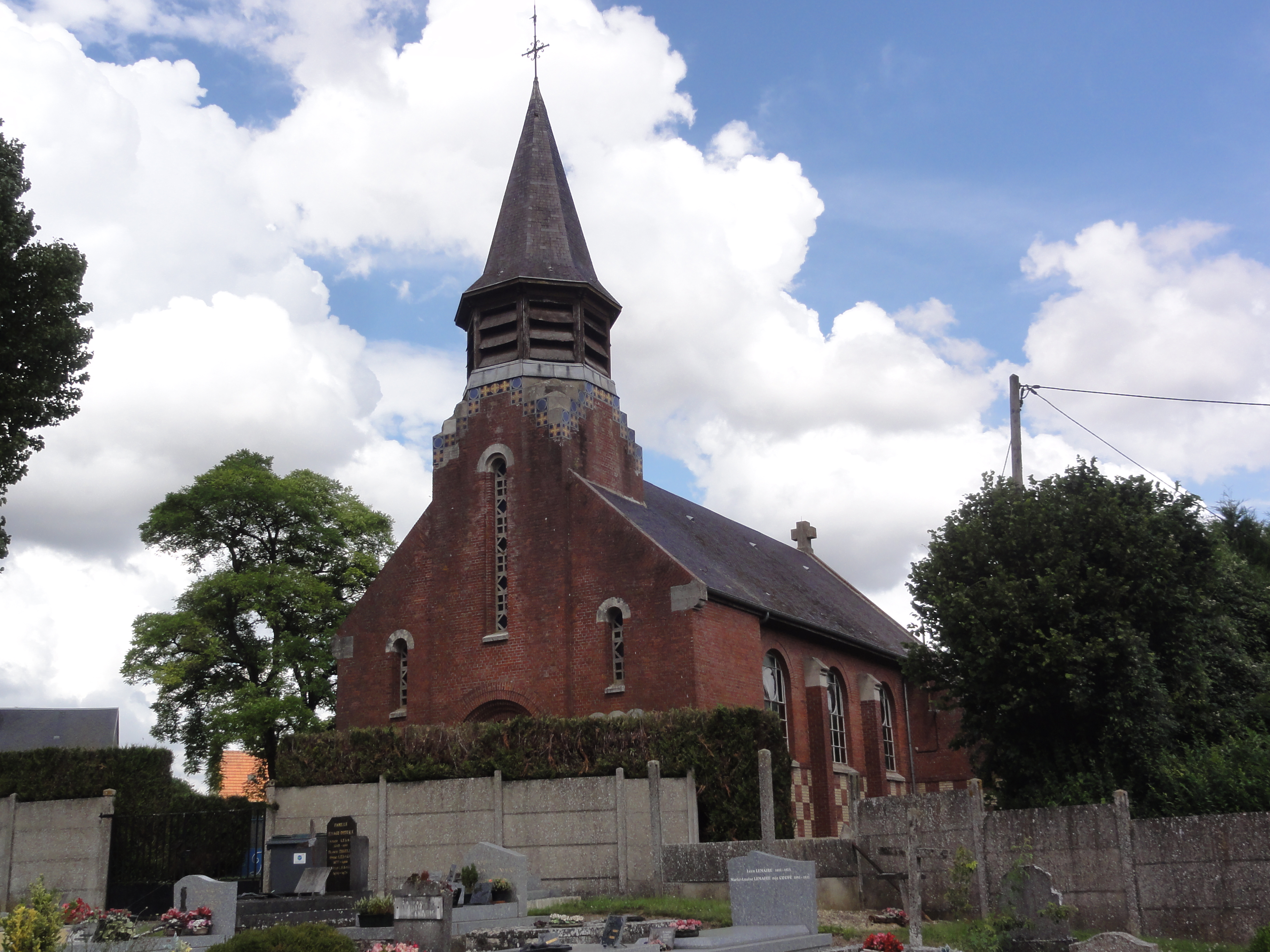
Kirche Notre-Dame
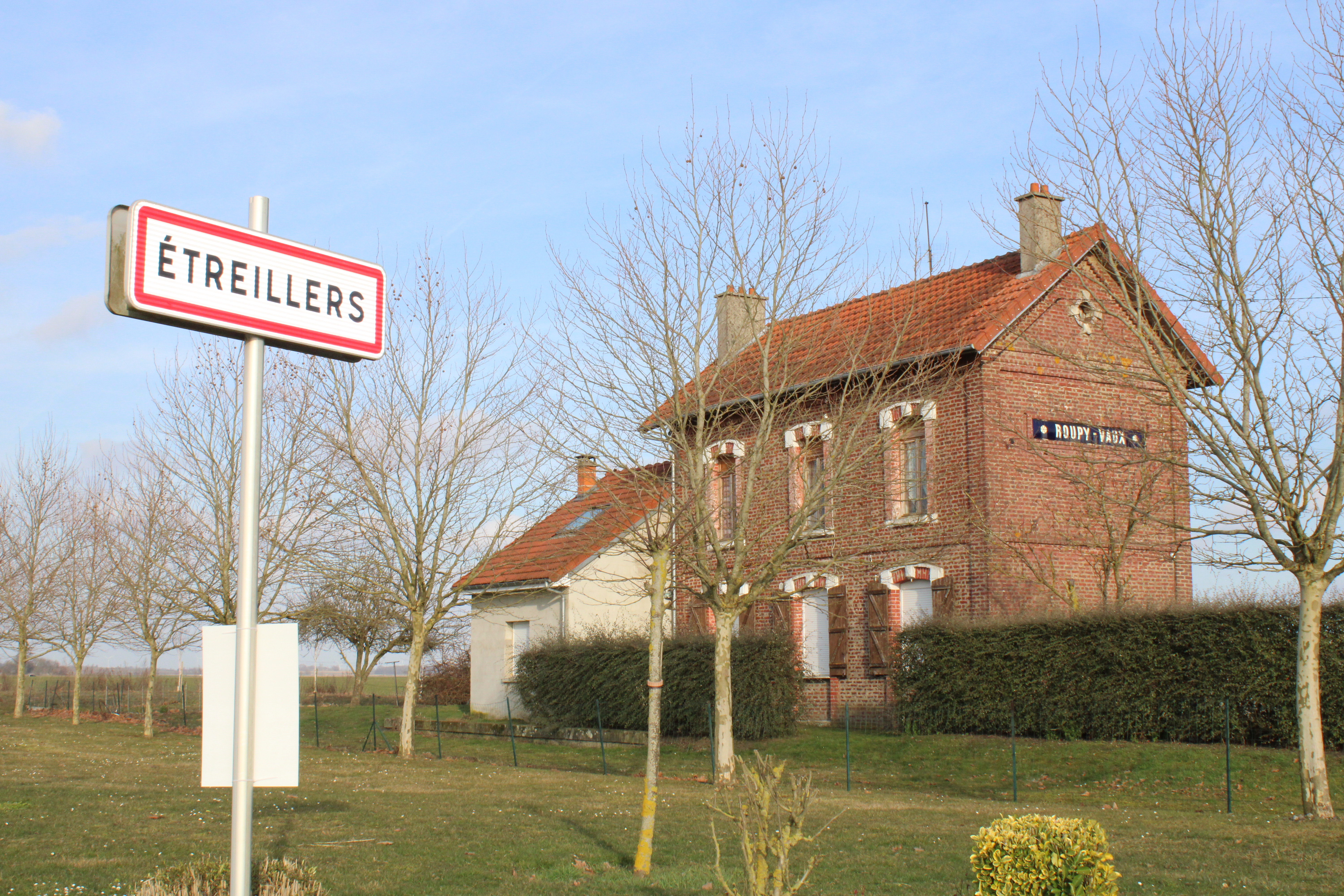
Wasserturm

- Kirche Notre-Dame
- Ehemaliger Bahnhof Roupy-Vaux